# Palio alla lunga (Siena)
Il Palio alla lunga era un tipo di Palio corso nella città di Siena, già prima del XII secolo.
Nel XIII secolo esso veniva corso in linea (da cui la denominazione "alla lunga") su un percorso che andava da fuori le mura della città sino al Duomo; si andava quindi dall'esterno della città verso il centro, dai prati del suburbio passando per il tufo delle strade interrate e sconnesse, arrivando fino ai marmi del Duomo.
Il premio era un pallium: una lunga pezza di stoffa preziosa, talvolta cucito a bande verticali e foderato da centinaia di pelli di vaio.

## Origini
Esistono documenti anteriori al XII secolo che attestano l'effettuazione di un Palio con i cavalli, corso in onore di San Bonifazio, santo titolare dell'antica Cattedrale di Siena esistita in Castelvecchio prima dell'edificazione dell'attuale Duomo.
A Siena, durante il medioevo, venivano organizzate diverse corse; i nobili signori, notabili, cittadini senesi ed anche forestieri, portavano i loro migliori cavalli per i giochi, che si svolgevano per onorare le feste di santi o per celebrare la ricorrenza di particolari eventi. Il Palio fu l'evento ludico e il momento culminante e conclusivo delle feste annuali in onore di Maria Vergine Assunta, patrona di Siena e del suo Stato. Il Palio alla lunga venne ufficialmente inserito nello statuto comunale nel 1310 come festa nel giorno dell'Assunta.
Per l'organizzazione del Palio, il Comune nominava annualmente i "Deputati della Festa", menzionati regolarmente nei documenti del XIV secolo, con compiti e attribuzioni assai più ampi degli attuali. A correre il Palio erano appunto i nobili e i notabili sui loro cavalli. Esso fu disputato anche nel 1348 e nel 1349, nonostante la peste nera.
Nel 1389, la partenza della corsa aveva luogo presso l'osteria del Pavone, situata davanti alla Chiesa di Santa Maria degli Angeli in Valli, oggi Compagnia di Santa Maria in Valli; in seguito fu definitivamente spostata di fronte alla Chiesa del Monastero di Santa Maria degli Angeli, detta successivamente del Santuccio.
I barberi venivano montati da fantini vestiti con le livree delle grandi famiglie signorili; successivamente vennero fatti correre scossi, con un pennacchio, una coccarda o una piccola gualdrappa che ne identificava l'appartenenza. Si svolgeva anche un corteo formato dai nobili e dalle autorità, che sfilava lungo il percorso fino al luogo della partenza, dove anche allora, veniva sorteggiato il posto alla mossa. Si poteva scegliere se far partire i cavalli a campo libero oppure inserendoli in speciali gabbie.
Il Palio alla lunga fu sospeso nel 1861: tutte le attenzioni dei senesi erano per il classico Palio di Siena corso "alla tonda" in Piazza del Campo. La Società delle Feste tornò comunque a far disputare il Palio alla lunga con i cavalli scossi nel 1871, 1873 e 1874. Il Comune di Siena prese la decisione di eliminare definitivamente il Palio alla lunga il 30 luglio 1874; tale scelta venne ratificata dalla Giunta Municipale il 3 agosto dello stesso anno.